# Frankenweenie (film din 2012)
Frankenweenie este un film de animație 3D american de fantezie neagră, comedie horror regizată de Tim Burton și produs de Walt Disney Pictures în 2012. Este o nouă adaptare a scurt-metrajului produs de Tim Burton în anul 1984, fiind o parodie a poveștii clasice Frankestein și descriind dorința ingenuă, dar deopotrivă nerealizabilă, a ființei umane de a aduce din nou la viață ființele dragi care le-au fost smulse din propriile vieți de implacabila moarte.
Distribuția îi cuprinde pe: Winona Ryder (Beetlejuice și Edward Scissorhands); Martin Short (Mars Attacks!); Catherine O'Hara (Beetlejuice și The Nightmare Before Christmas); Martin Landau (Ed Wood și Sleepy Hollow).
Frankenweenie a fost apreciat critici, fiind nominalizat pentru premiile Oscar și BAFTA.